# Damernas K-2 500 meter i kanotsport vid olympiska sommarspelen 1980
Damernas K-2 500 meter vid olympiska sommarspelen 1984 hölls på Man-made Basin i Moskva. 

## Medaljörer
| Gren          | Guld                                      | Silver                                        | Brons                            |
| K-2 500 meter | Östtyskland Carsta Genäuß Martina Bischof | Sovjetunionen Galina Alexejeva Nina Trofimova | Ungern Éva Rakusz Mária Zakariás |

## Resultat

### Heat
| Heat 1 |                                               |               |    |
| 1.     | Galina Kreft och Nina Gopova (URS)            | 1:47,07       | QF |
| 2.     | Elisabeta Bǎbeanu och Agafia Buhaev (ROU)     | 1:48,04       | QF |
| 3.     | Anne-Marie Loriot och Valérie Leclerc (FRA)   | 1:48,52       | QF |
| 4.     | Agneta Andersson och Karin Olsson (SWE)       | 1:49,96       | QS |
| 5.     | Mariya Mincheva och Natasha Petrova (BUL)     | 1:50,51       | QS |
| 6.     | Luisa Ponchio och Elisabetta Introini (ITA)   | 1:58,35       | QS |
| -      | Marleen Kuppens och Brigitte Vernaillen (BEL) | Did not start |    |
| Heat 2 |                                               |               |    |
| 1.     | Carsta Genäuß och Martina Bischof (GDR)       | 1:46,95       | QF |
| 2.     | Éva Rakusz och Mária Zakariás (HUN)           | 1:49,92       | QF |
| 3.     | Ewa Eichler och Ewa Wojtaszek (POL)           | 1:52,14       | QF |
| 4.     | Ineke Bakker och Marijke Kegge (NED)          | 1:52,31       | QS |
| 5.     | Frances Wetherall och Lesley Smither (GBR)    | 1:53,25       | QS |
| 6.     | Jana Polakovičová och Helena Vašáková (TCH)   | 1:59,83       | QS |

### Semifinal
| Semifinal |                                             |         |    |
| 1.        | Mariya Mincheva och Natasha Petrova (BUL)   | 1:51,66 | QF |
| 2.        | Agneta Andersson och Karin Olsson (SWE)     | 1:52,77 | QF |
| 3.        | Frances Wetherall och Lesley Smither (GBR)  | 1:53,12 | QF |
| 4.        | Ineke Bakker och Marijke Kegge (NED)        | 1:54,36 |    |
| 5.        | Luisa Ponchio och Elisabetta Introini (ITA) | 1:55,29 |    |
| 6.        | Jana Polakovičová och Helena Vašáková (TCH) | 1:57,34 |    |

### Final
| Gold   | Carsta Genäuß och Martina Bischof (GDR)     | 1:43,88 |
| Silver | Galina Kreft och Nina Gopova (URS)          | 1:46,91 |
| Bronze | Éva Rakusz och Mária Zakariás (HUN)         | 1:47,95 |
| 4.     | Elisabeta Bǎbeanu och Agafia Buhaev (ROU)   | 1:48,04 |
| 5.     | Agneta Andersson och Karin Olsson (SWE)     | 1:49,27 |
| 6.     | Anne-Marie Loriot och Valérie Leclerc (FRA) | 1:49,48 |
| 7.     | Ewa Eichler och Ewa Wojtaszek (POL)         | 1:51,31 |
| 8.     | Frances Wetherall och Lesley Smither (GBR)  | 1:52,76 |
| 9.     | Mariya Mincheva och Natasha Petrova (BUL)   | 1:53,12 |